# Frederik Willem Kettler
Frederik Willem Kettler (Duits: Friedrich Wilhelm (von) Kettler; Lets: Frīdrihs Vilhelms Ketlers) (Mitau, 19 juli 1692 - Kippinge, 21 januari 1711) was van 1698 tot 1711 formeel hertog van Koerland en Semgallen.
Frederik Willem was de zoon van hertog Frederik Casimir en diens tweede vrouw Elisabeth Sophia van Brandenburg, een dochter van Frederik Willem van Brandenburg. Hij werd met de dood van zijn vader in 1698 reeds op 6-jarige leeftijd hertog van Koerland. Het regentschap werd waargenomen door zijn oom Ferdinand Kettler en - na ingrijpen van Frederik Willem - ook door de hertogin-weduwe, die bovendien alleen met zijn opvoeding werd belast. De bezetting van Koerland door Karel XII van Zweden in de Grote Noordse Oorlog noodzaakte het hertogelijke gezin in 1701 het land te ontvluchten.
Frederik Willem groeide op aan het hof te Bayreuth; zijn moeder was hertrouwd met markgraaf Christiaan Ernst van Brandenburg-Bayreuth. Pas in 1709 kwam de Zweedse bezetting tot een einde en besloten Frederik I van Pruisen en tsaar Peter de Grote dat de jonge hertog de regering kon aanvaarden. Een van de voorwaarden hield in dat hij een nicht van de tsaar zou trouwen. Het huwelijk met deze Anna Ivanovna, de dochter van Peters broer Ivan V, vond in november 1710 plaats te Sint-Petersburg. In januari 1711 begon het paar aan de terugreis naar Koerland, maar reeds enkele dagen later kreeg Frederik Willem hevige koorts. Hij stierf op 21 januari 1711 te Kippinge, zonder zijn hertogdom nog te hebben gezien. Zijn weduwe nam nu de macht over in Koerland, hoewel ook zijn oom Ferdinand, de laatste mannelijke telg uit het geslacht Kettler, aanspraak op de troon maakte.
Godhard Kettler · Frederik I Kettler en Willem Kettler · Frederik I Kettler · Jacob Kettler · Frederik II Casimir Kettler · Frederik III Willem Kettler · Anna Ivanovna van Rusland · Maurits van Saksen (rivaal) · Ferdinand Ketler · Ernst Johann Biron · Lodewijk Ernst van Brunswijk-Lüneburg-Bevern · Karel van Saksen · Ernst Johann Biron · Peter Biron